# Lago di Resia

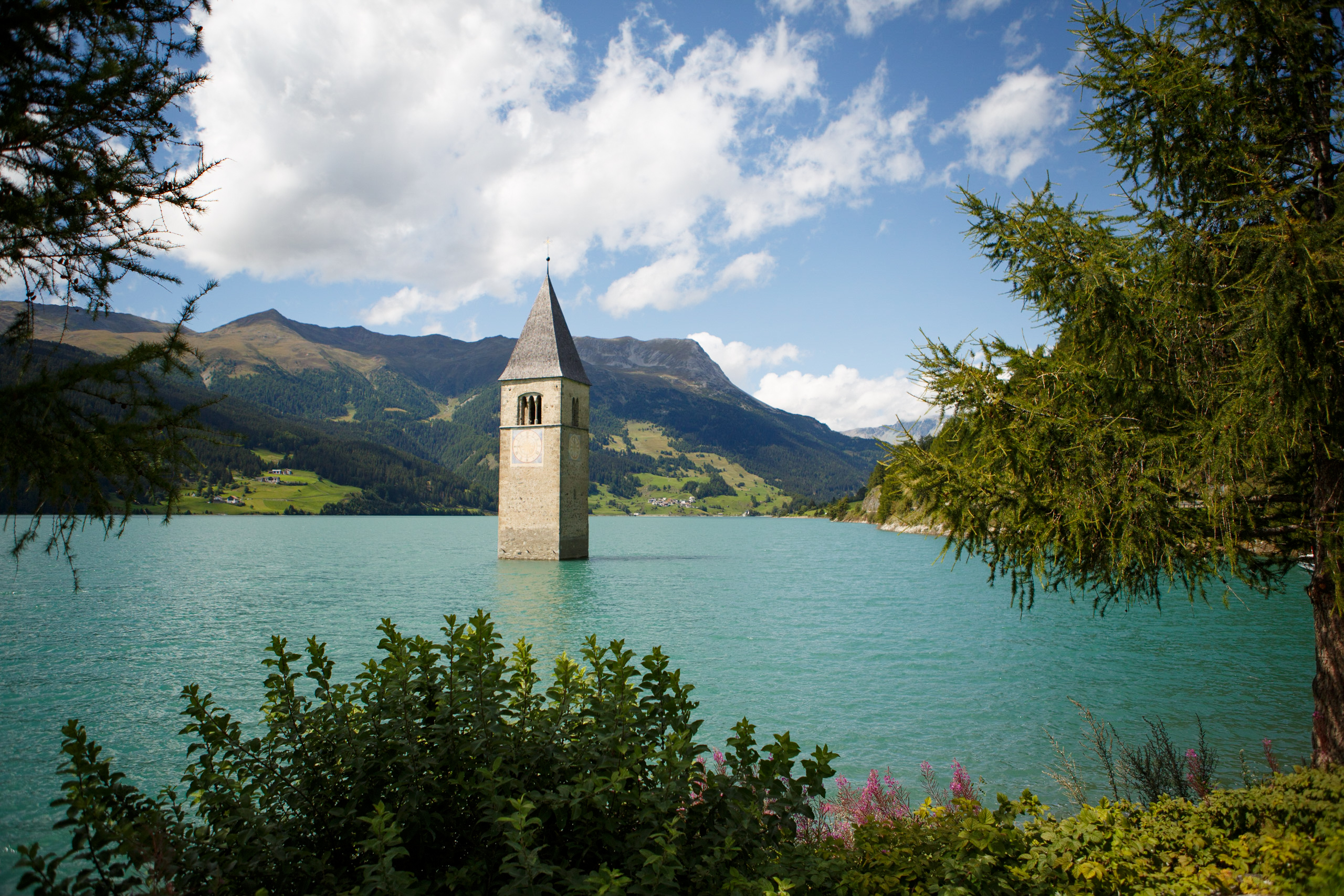
Alt-Grauns kyrktorn i Lago di Resia.

Lago di Resia (tyska Reschensee) är en konstgjord sjö i västra delen av Sydtyrolen i norra Italien. Sjön är känd för det delvis nedsänkta tornet som tillhört en 1950 riven 1300-talskyrka. Innan sjön skapades, evakuerades byn Alt-Graun. Byns byggnader sprängdes och lades under vatten. Endast det romanska klocktornet skonades. 